# Powai
Powai är en ort i Indien.   Den ligger i distriktet Mumbai Suburban och delstaten Maharashtra, i den sydvästra delen av landet, 1 100 km söder om huvudstaden New Delhi. Powai ligger 52 meter över havet och antalet invånare är 20 000.
Terrängen runt Powai är huvudsakligen platt, men norrut är den kuperad.  Närmaste större samhälle är Bombay, 5,4 km söder om Powai. Runt Powai är det i huvudsak tätbebyggt.